# Korreh Sīāh-e Talkh
Korreh Sīāh-e Talkh (persiska: کرّه سیاه تلخ, Koreh Sīāh-e Talkh) är en ort i Iran.   Den ligger i provinsen Khuzestan, i den centrala delen av landet, 600 km söder om huvudstaden Teheran. Korreh Sīāh-e Talkh ligger 293 meter över havet och antalet invånare är 313.
Terrängen runt Korreh Sīāh-e Talkh är platt.Runt Korreh Sīāh-e Talkh är det ganska tätbefolkat, med 62 invånare per kvadratkilometer. Närmaste större samhälle är Behbahān, 14,0 km sydost om Korreh Sīāh-e Talkh. Omgivningarna runt Korreh Sīāh-e Talkh är i huvudsak ett öppet busklandskap.